# گیم ساینس
گیم ساینس (انگلیسی: Game Science)یک شرکت توسعه و انتشار بازی ویدیویی چینی است که بیشتر به خاطر اولین بازی AAA بین‌المللی خود، افسانه سیاه: ووکونگ شناخته می‌شود. این شرکت دفتر مرکزی خود را در شنزن و یک دفتر اضافی در هانگژو دارد.

## تاریخچه
شرکت گیم ساینس در سال 2014 توسط هفت کارمند سابق تنسنت گیمز در شنزن چین تأسیس شد. آنها ابتدا بازی‌های موبایلی مانند 100 Heroes و Art of War: Red Tides را منتشر کردند.
در سال 2018، توسعه بازی Black Myth: Wukong را آغاز کردند. انگیزه آنها برای توسعه یک بازی AAA، افزایش تعداد کاربران استیم در چین بود. تیم توسعه از شنزن به هانگژو منتقل شد.
در اوت 2020، تریلر بازی Black Myth: Wukong منتشر شد که باعث دریافت بیش از 10,000 درخواست همکاری شد و تیم توسعه را به 140 نفر افزایش داد.
بازی Black Myth: Wukong در اولین ماه انتشار، 20 میلیون نسخه فروخت   و به یکی از  پرفروش‌ترین بازی‌های تاریخ تبدیل شد.